# Omar Abdala
Omar Abdala es un deportista argentino que compitió en judo. Ganó una medalla en los Juegos Panamericanos de 1983 y dos medallas en el Campeonato Panamericano de Judo, en los años 1978 y 1980.

## Palmarés internacional
| Juegos Panamericanos    | Juegos Panamericanos          | Juegos Panamericanos | Juegos Panamericanos |
| Año                     | Lugar                         | Medalla              | Categoría            |
| ----------------------- | ----------------------------- | -------------------- | -------------------- |
| 1983                    | Caracas (Venezuela)           | Medalla de bronce    | –71 kg               |
| Campeonato Panamericano |                               |                      |                      |
| Año                     | Lugar                         | Medalla              | Categoría            |
| 1978                    | Buenos Aires (Argentina)      | Medalla de bronce    | –65 kg               |
| 1980                    | Isla de Margarita (Venezuela) | Medalla de plata     | –65 kg               |